# 孙佳俊
孙佳俊（2000年8月1日—），湖北宜昌人，中华人民共和国男子游泳运动员，2018年夏季青年奥林匹克运动会男子100米蛙泳和混合4×100米混合泳接力金牌得主，2023年世界游泳锦标赛男子50米蛙泳铜牌得主，2024年夏季奥林匹克运动会男子4×100米混合泳接力比赛金牌得主。

## 外部連結
- 孙佳俊的新浪微博
- 孙佳俊的Instagram帳戶